# Ellen von Unwerth
Ellen von Unwerth (Francoforte sul Meno, 1954) è una fotografa ed ex modella tedesca, specializzata nella fotografia erotica femminile, nella fotografia di moda e nella fotografia pubblicitaria.

## Biografia
Ellen von Unwerth ha lavorato come modella per dieci anni prima di spostarsi dietro la macchina fotografica. È divenuta celebre per un servizio da lei realizzato su Claudia Schiffer per la Guess?. Le sue fotografie sono state pubblicate su riviste come Vogue, Vanity Fair, Interview, The Face, Twill, Arena, L'Uomo Vogue e I-D, e lei stessa ha pubblicato numerosi libri fotografici. Nel 1991 ha vinto il primo premio al Festival internazionale della fotografia di moda.
La von Unwerth ha realizzato il materiale promozionale per i Duran Duran dal 1994 al 1997, oltre ad aver scattato alcune fotografie per i loro album Liberty del 1990 e Medazzaland del 1997. Ha inoltre realizzato le copertine per numerosi altri dischi come Pop Life delle Bananarama (1991), The Velvet Rope di Janet Jackson (1997), Saints & Sinners delle All Saints (2000), Les Mots di Mylène Farmer (2001), Life for Rent di Dido (2003), Blackout di Britney Spears (2007), Back to Basics (2006) e Keeps Gettin' Better - A Decade of Hits (2008) di Christina Aguilera e Rater R di Rihanna.
La von Unwerth ha anche girato alcuni cortometraggi per stilisti e videoclip per numerosi cantanti pop. Ha inoltre curato la regia degli spot pubblicitari di aziende come Revlon, Clinique, Equinox e altri. Fra le star da lei fotografate, anche Monica Bellucci.

## Filmografia

### Attrice
- Ma femme s'appelle reviens, regia di Patrice Leconte (1982)
- Ventisette Piazza Castello (27 Piazza Castello), regia di Jean-Michel Vecchiet - documentario (1998)
- La vera vita di Bettie Page (Bettie Page Reveals All), regia di Mark Mori - documentario (2012)
- Beautiful - serie TV, episodio 8597 (2021)
- Emily in Paris - serie TV, episodio 2x06 (2021)

### Regista

#### Cinema
- Wendybird - cortometraggio (2006)
- Bacardi 150 Years - cortometraggio direct-to-video (2012)
- Treesome - cortometraggio (2012)
- Release the Beast - cortometraggio (2016)

#### Televisione
- Inferno - film TV (1992)
- Fad TV - serie TV (1997)

#### Videoclip
- Duran Duran Femme Fatale (1993)
- Salt-n-Pepa Ain't Nuthin' But a She Thing (1995)
- Duran Duran Electric Barbarella (1997)
- Cobra Starship feat. Icona Pop Never Been in Love (2014)
- Les Parisiennes Il fait trop beau pour travailler (New Version) (2018)

### Produttrice
- Treesome, regia di Ellen Von Unwerth - cortometraggio (2012)

### Sceneggiatrice
- Inferno, regia di Ellen Von Unwerth - film TV (1992)
- Treesome, regia di Ellen Von Unwerth - cortometraggio (2012)
- Release the Beast, regia di Ellen Von Unwerth - cortometraggio (2016)

## Libri
- Snaps, 1994, ISBN 0-944092-29-2.
- Wicked, 1999, ISBN 3-88814-899-5.
- Couples, 1998, ISBN 3-8238-0367-0.
- Revenge, 2003, ISBN 1-931885-14-1.
- Omahyra & Boyd, 2005, ISBN 2-914171-20-X.
- Plumes et Dentelles, 2005, ISBN 2-84114-772-X.
- Fräulein, 2009, ISBN 978-3-8365-1477-4.

## Mostre
- 2002 - reality-check, 2a Triennale della Photographia, Amburgo
- 2002 - Archaeology of Elegance, Deichtorhallen, Amburgo
- 2003 - Ellen von Unwerth – Revenge. Camera Work, Berlino
- 2011 - Ellen von Unwerth. Berlin bei Nacht, NRW-Forum, Düsseldorf
- 2012 - Ellen von Unwerth: The Story of Olga, CWC Gallery, Berlino
- 2014 - Ellen von Unwerth: Secret Service, Preiss Fine Arts, Vienna
- 2022 - Ultimate Ellen von Unwerth 7-11 Novembre a Parigi, 16-22 Novembre a Londra.

## Riconoscimenti
- International Festival of Fashion Photography
  - 1991 - Premio International Festival of Fashion Photography
- Royal Photographic Society
  - 2020 - Premio Royal Photographic Society